# Malinojeżyna

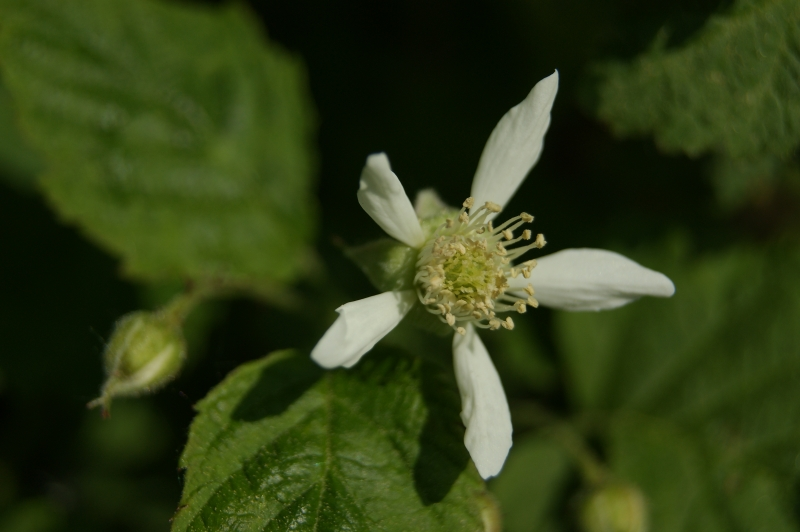
Kwiat malinojeżyny

Malinojeżyna (ang. Tayberry) – mieszaniec dwóch gatunków roślin z rodziny różowatych. Powstał w wyniku skrzyżowania maliny właściwej (Rubus idaeus) z jeżyną krzewiastą (Rubus fruticosus). Malinojeżyna została wyhodowana w 1962 roku w Szkockim Instytucie Produkcji Roślinnej (Scottish Crops Research Institute) w Dundee.